# Ronald Pettersson
Erik Ronald „Sura-Pelle“ Pettersson (16. dubna 1935, Surahammar – 6. března 2010, Göteborg) byl švédský lední hokejista, který nastupoval povětšinou jako křídelní útočník. Se švédskou reprezentací vyhrál dvakrát mistrovství světa, v letech 1957 a 1962 (na tomto turnaji vedl tým jako kapitán). Měl ze světového šampionátu též dvě stříbrné (1963, 1967) a dvě bronzové medaile (1958, 1965). Z olympijských her v Innsbrucku konaných roku 1964 si přivezl stříbro. Zúčastnil se rovněž čtyř dalších světových šampionátů (1955, 1959, 1961, 1966) a dvou olympijských her (1956, 1960). Na mistrovstvích světa nastřílel 40 branek, což ho řadí na 24. místo historické tabulky. Za národní tým odehrál 252 utkání, což je čtvrtý nejvyšší počet v jeho historii. Až do roku 1993 šlo o rekord. Celou svou kariéru prožil ve švédské lize (jak bylo tehdy obvyklé), hrál jí za kluby Surahammars IF (1951-1955), Södertälje SK (1955-1960) a Västra Frölunda IF (1960-1968). Se Södertälje se stal mistrem Švédska roku 1955, s Frölundou v roce 1965. V roce 1960 byl vyhlášen nejlepším hráčem ligy (ocenění Zlatý puk), v roce 1958 a 1963 byl nejlepším střelcem soutěže. Ve švédské nejvyšší soutěži odehrál 198 zápasů, v nichž si připsal 312 kanadských bodů (183 branek). V roce 2004 byl uveden do Síně slávy Mezinárodní hokejové federace. Kromě hokeje se věnoval i fotbalu, odehrál 14 prvoligových zápasů za IFK Göteborg. Vedle toho se – jako typický amatérský sportovec své doby – věnoval řadě dalších sportů včetně bandy hokeje, tenisu či stolního tenisu. Po skončení hráčské kariéry provozoval čerpací stanici se svým dlouholetým spoluhráčem Larsem-Ericem Lundvallem.